# Tõrma (Rakvere)
Tõrma – wieś w Estonii, w prowincji Virumaa Zachodnia, w gminie Rakvere.